# Tijgerkat
De tijgerkat of oncilla (Leopardus tigrinus) is een kleine katachtige die samen met de ocelot, de margay, de Geoffroy-kat en de nachtkat tot de groep van de pardelkatten behoort. De tijgerkat leeft in Latijns-Amerika. Twee voormalige ondersoorten zijn afgesplitst als aparte soorten: Leopardus guttulus en Leopardus pardinoides.

## Afmetingen
Lengte: kop-romp 45-69 cm, staart 25-33 cm. Gewicht: 1.5-3 kg.

## Uiterlijk
De tijgerkat is de kleinste en tevens slankste vertegenwoordiger van de pardelkatten en zijn vacht is okergeel met zwarte rozetvlekken. De onderzijde en delen van het gezicht zijn lichtgekleurd. De staart is zwartgeringd. Sommige tijgerkatten zijn melanistisch, hoewel deze zwarte vorm vooral in het zuiden van Brazilië voorkomt. Mannelijke dieren zijn groter en zwaarder dan wijfjes.

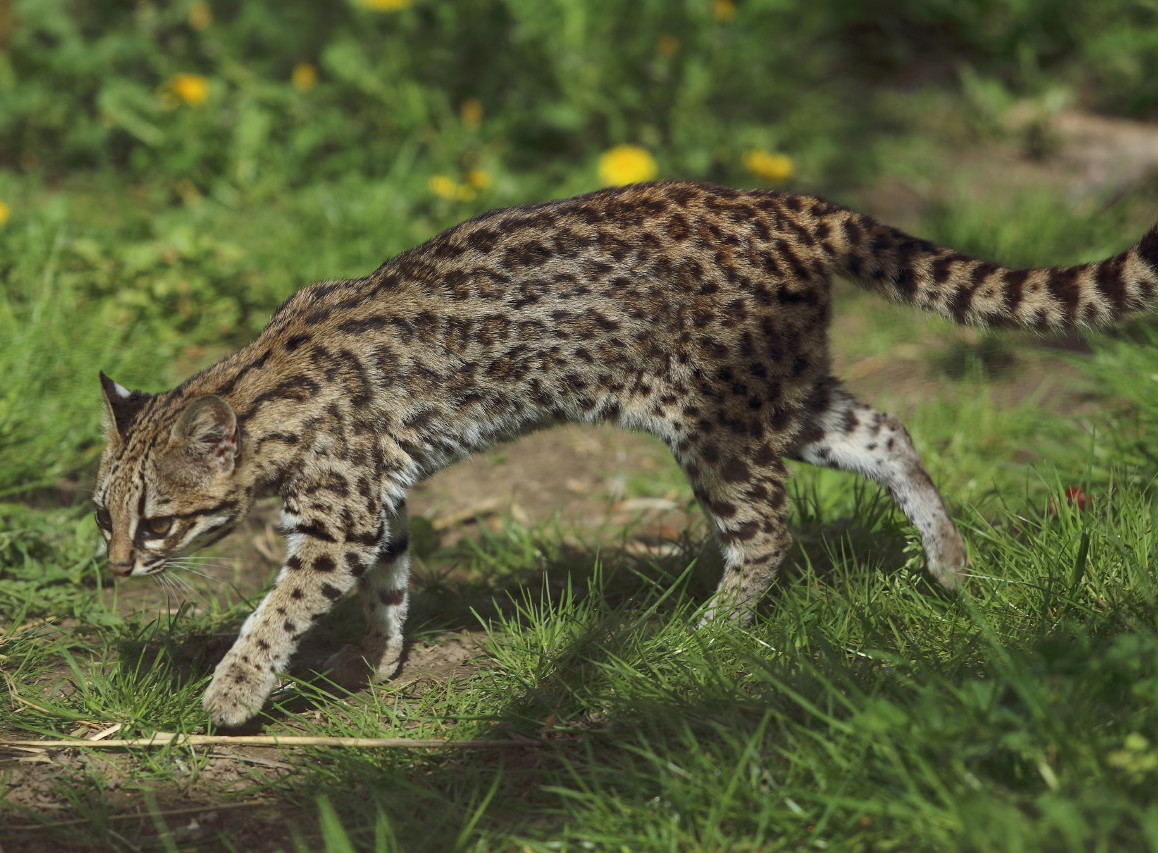
Tijgerkat in Parc des Félins

## Levensduur
Tijgerkatten kunnen in het wild 11-15 jaar oud worden, in gevangenschap tot 20 jaar.

## Leefomgeving
De tijgerkat komt voor in het Amazonegebied van Brazilië, Frans-Guyana, Guyana, Suriname en Venezuela. Ook komt het voor in het noordoosten van Brazilië. De tijgerkat leeft bij voorkeur in laaglandregenwouden, vochtige bergbossen en vooral nevelwouden. Soms is deze katachtige ook in plantages of droogbossen te vinden.

## Voedsel
Kleine dieren zoals insecten, hagedissen, knaagdieren en vogels vormen de belangrijkste prooi. Ook kleine apen worden zo nu en dan gevangen.

## Voortplanting
Na een draagtijd van 74-78 dagen worden meestal 1-3 jongen geboren. Na 17 dagen openen de jonge tijgerkatten hun ogen en na ongeveer 55 dagen eten ze voor het eerst vast voedsel. Wanneer ze een leeftijd van twee jaar hebben, zijn deze katachtigen geslachtsrijp.

## Leefwijze
Tijgerkatten zijn nachtactief en solitair. Er is niet al te veel bekend over de leefwijze van dit roofdier, aangezien er maar weinig worden waargenomen in het wild. Hoewel de tijgerkat zeer goed kan klimmen, leeft deze pardelkat voornamelijk op de bosbodem. Ondanks hun geringe formaat zijn tijgerkatten agressieve dieren.